# 阿道夫·冯·希尔德布兰
阿道夫·冯·希尔德布兰（德語：Adolf von Hildebrand，1847年10月6日—1921年1月18日）是德国雕塑家，出生在马尔堡，他是马尔堡當地的经济学教授布鲁诺·希尔德布兰的儿子，哲學家兼神學家迪特里希·馮·希爾德布蘭之父。希尔德布兰德曾在纽伦堡美术学院和慕尼黑美术学院学习。 1873年，希尔德布兰德移居佛罗伦萨。1889年後，他又移居慕尼黑，在那里他設計和創作了維特爾斯巴赫噴泉。1904年，他被巴伐利亚国王封为贵族。1921年，他在慕尼黑去世。                 